# NGC 2375
NGC 2375 je galaksija u zviježđu Blizancima.

## Vanjske poveznice
- SEDS: NGC 2375